# Heteroscyphus udarii
Heteroscyphus udarii là một loài Rêu trong họ Geocalycaceae. Loài này được S.C. Srivast. & A. Srivast. mô tả khoa học đầu tiên năm 1986.